# Hawkhurst
Hawkhurst è un villaggio e parrocchia civile inglese del Kent, nel borough di Tunbridge Wells.
La parrocchia si trova a sud-est di Tunbridge Wells. Hawkhurst stessa è costituita virtualmente da due villaggi. Uno, il più antico, consiste principalmente di cottage raggruppati intorno ad un'ampia area triangolare, nota come The Moor, mentre l'altro, più ancora a nord sulla strada principale è chiamato Highgate, che si trova su un incrocio di strade e ospita i negozi e gli alberghi.
Dal cambio dei confine con le elezioni generali del 2010, Hawkhurst fa parte del collegio elettorale di Tunbridge Wells.

## Origini del nome
Il nome Hawkhurst deriva dall'inglese antico heafoc hyrst, che significa "collina boscosa frequentata da i falchi". Nei registri del Catasto monastico (Domesday Monacorum) dell'XI secolo, è nominata come Hawkashyrst ed appartenente all'Abbazia di Battle; nel 1254 il nome è registrato come Hauekehurst; nel 1278 è spesso citato come Haukhurst; dal 1610 è cambiato in Hawkherst, che si è evoluto nella denominazione attuale.

## Storia
Hawkhurst ha una storia documentata di oltre 1.000 anni. L'insediamento più antico è stato la residenza sassone di Congehurst, che fu incendiata dai danesi nell'893 (vi è ancora un vicolo con questo nome nella parte orientale del villaggio).

### Il ferro
Il villaggio si trova al centro di una zona di lavorazione del ferro del Weald fin dai tempi dei Romani.
Il Weald produceva oltre un terzo di tutto il ferro prodotto in Inghilterra e sono stati trovati oltre 180 siti di lavorazione in quest'area. Il minerale di ferro veniva estratto da letti di argilla, quindi scaldato con carbone di legna, ottenuto dagli abbondanti boschi della zona. Esso venne utilizzato per ogni applicazione, dalle navi romane ai cannoni medievali e molte delle strade romane nella zona furono costruite per trasportare il ferro. William Penn, fondatore della Pennsylvania, era proprietario di fonderie e forge ad Hawkhurst.
L'attività ebbe declinò durante il periodo della Rivoluzione industriale del XVIII secolo, quando il carbone divenne il combustibile preferito per le fonderie e non poteva essere ricavato sul posto.

### Il luppolo

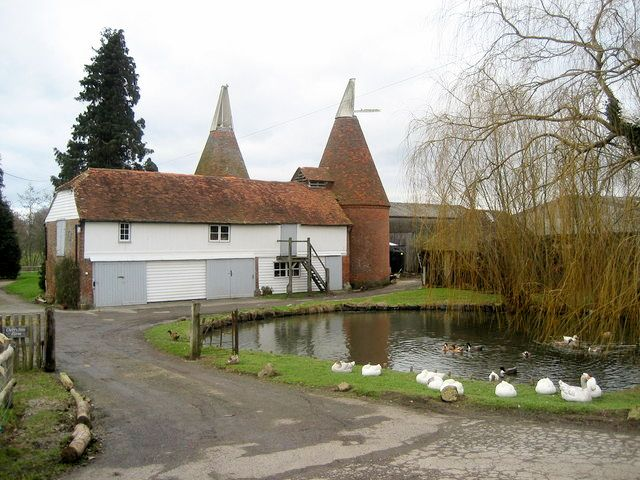
Una caratteristica oast house, forno per l'essiccazione del luppolo

Nel XIV secolo Edoardo III, volendo rompere il monopolio fiammingo sulla tessitura, incoraggio operatori tessili fiamminghi a venire in Inghilterra. Molti di loro scelsero di stabilirsi nel Weald, poiché vi erano tutti gli elementi necessari a quest'industria: querce per costruire mulini, corsi d'acqua per alimentarli e argilla smectica per trattare i tessuti. Molti benestanti proprietari terrieri investirono nella coltivazione del luppolo. La Hawkhurst Brewery and Malthouse fu fondata nel 1850, ai margini di The Moor (oggi è una normale casa di civile abitazione).
La coltivazione del luppolo diede anche un profilo caratteristico alla zona, con i campi di luppolo e le oast houses, cioè i forni speciali per l'essiccazione di quest'ultimo. Oggi la maggior parte del luppolo è importata, ma al momento del maggior splendore di quest'attività esistevano in Inghilterra 140 km2 di terreno coltivato a luppolo, la maggior parte del quale si trovava nel Kent, compresa la gran parte intorno a Hawkhurst. Di quel periodo sono rimaste solo più le oast houses.

### La banda di Howkhurst
Verso la metà del XVIII lungo le coste del Kent e del Sussex era molto sviluppato il contrabbando. Nel clima di illegalità ad esso legata, si formò ad Hawkhurst una banda di criminali, detta Holkhourst Genge, che terrorizzò la zona intorno al villaggio dal 1735 and 1749. Era la banda più famosa fra quelle che si erano formate nel Kent e che spadroneggiavano nella zona costiera meridionale inglese. Queste, grazie agli alti dazi imposti sui beni di lusso, che avevano favorito lo sviluppo del contrabbando, trattavano fra l'altro brandy, seta e tabacco, provenienti da Rye e da Hastings, che venivano immagazzinati in cantine e  luoghi nascosti, prima di venir rivendute in loco.
Infine, in una "battaglia" contro la milizia di Goudhurst, nel 1747, la banda venne decimata, i suoi capi, Arthur Gray e Thomas Kingsmill catturati e giustiziati, e il predominio criminale ebbe termine.
Ecco che cosa scrisse in proposito Rudyard Kipling, che visse a Bateman's vicino a Burwash, nel suo A Smuggler's Poem:
(Rudyard Kipling, A Smuggler's Poem)